# Kostel Církve československé husitské (Blansko)
Kostel Církve československé husitské je dřevěný kostel církve československé husitské v Blansku. Původně pravoslavný a zasvěcený svaté Paraskivě Srbské, byl vystavěn na počátku 17. století v Nižním Selišti nedaleko Chustu na Podkarpatské Rusi. Jedná se o nejstarší kostel svého druhu v České republice.

## Historie

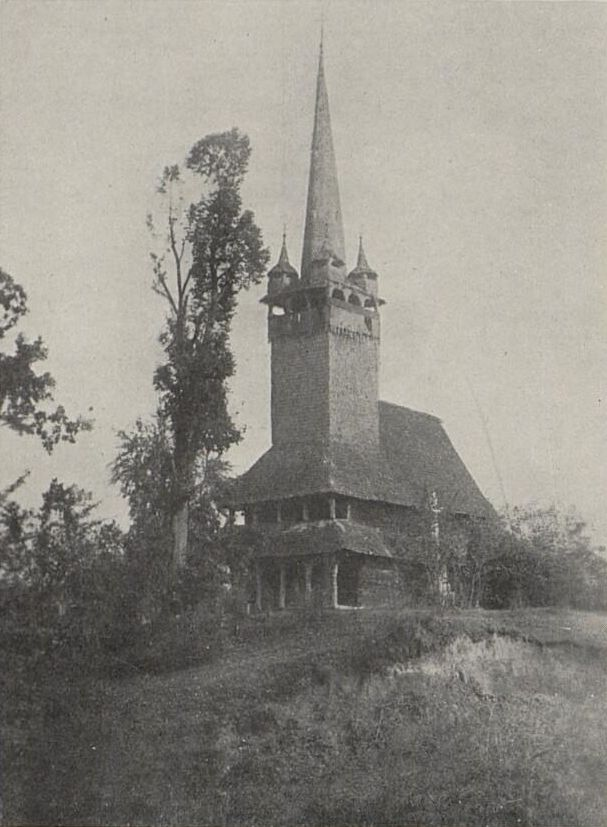
Kostel svaté Paraskivy na svém původním místě v Nižném Selisku

Výstavba kostela započala na konci 16. století, v době složitých konfesních střetů. Pravoslavní Rusíni byli církevně podřízeni srbské pravoslavné církvi, zatímco majetková vrchnost – rod Kúnů – byla kalvínská a spřízněná s Rákócziovským Sedmihradskem, kde vládla relativní náboženská svoboda. Kalvinistická vrchnost paradoxně umožnila Rusínům uchovat jejich byzantskou identitu a odpor vůči unii s Římem. To vše v době, kdy Sedmihradsko sloužilo jako výkladní skříň náboženské tolerance pod patronací osmanské říše.
Údajně z důvodu vypuknutí epidemie moru a vymření obyvatel Nižního Seliště, ale spíše z důvodu konfesijních sporů, byl chrám dostavěn až za čtyřicet let. Jeho architektem a stavitelem byl venkovský tesař.
Zdroje uvádějí různá data výstavby kostela: jedni s jistotou tvrdí, že jde o rok 1613, ve školní kronice obce je uveden počátek stavby rok 1608 a rok dokončení 1645 a schematismus Mukačevské diecéze z roku 1883 udává rok výstavby kostela 1541. Existují informace, že plán kostela byl přivezen ze Srbska a stavba byla zahájena na konci 16. století (možná v roce 1596). 
Při stavbě kostela v Blansku byl objeven nápis v  v církevní
slovanštině:
Рок︮(оу) Б(о)ж︮(ѧ)го ҂а҃ хм҃а, м(ѣ)с︮(ѧ)ц(а) Іюл︮(ꙇꙗ) кѳ҃
který znamená: Léta Páně 1641, 29. (dne) měsíce července. Stavba kostela byla tedy dokončena právě týden před svátkem sv. Paraskevy Římské, který byl zároveň svátkem přenesení sv. Paraskevy Srbské.
Rok dokončení kostela je významný také v rámci kultu svaté Paraskevy. V roce 1641 byly ostatky sv. Petky přeneseny z Konstantinopole do rumunského města Jasy, kde jsou uctívány dodnes. Tento akt byl oslavován jako návrat svaté do pravoslavného světa a dále posílil její duchovní význam na celém Balkáně, včetně Podkarpatské Rusi.
V 17. století bylo celé území Podkarpatské Rusi zasaženo konfesními válkami. Užhorodská unie (1646) legalizovala vznik řeckokatolické církve v rámci mukačevské eparchie. Na území Marmaroše byla řeckokatolická správa zavedena až roku 1717, často násilně. Ačkoliv byl kostel zřejmě vysvěcen jako pravoslavný, patrně brzy přešel pod správu řeckokatolické církve – což naznačuje i vizitační protokol z roku 1751, v němž se výslovně uvádí, že není známo, kdo kostel světil – což je de facto důkaz o jeho původně nekanonickém (pravoslavném) zasvěcení.
Kostel sv. Paraskevy sloužil řeckokatolické farnosti v Nižním Selišti po tři století. V obtížných letech 1913–1922, kdy na celou Podkarpatskou Rus dopadaly důsledky první světové války, si farníci dokázali zbudovat nový, kammenný kostel, zasvěcený Panně Marii Pomocné, který slouží i dnes. Diecézní autority ve 20. letech vydaly souhlas s tím, že původní dřevěný kostel, který pak už nebyl využíván a chátral, může být prodán.
Po vzniku Československé republiky rozhodl Státní památkový úřad o přesunutí několika vybraných starých a opuštěných kostelů na území dnešní České republiky. Původně se uvažovalo o sestavení kostela na nově zbudovaném brněnském výstavišti v rámci Výstavy soudobé kultury. Kulturní rada Státního památkového úřadu však nakonec rozhodla, že jeho umístění na výstavišti by po ukončení výstavy nebylo vhodné. Kostel byl tedy nabídnut pro jeho zbudování v Blansku Církvi československé (CČS), která jej v roce 1935 přijala.
Zástupci rady starších z Blanska odjeli ještě týž rok do Nižného Seliště vyjednat převoz do Blanska. Zde společně se zástupci církve a stavebním mistrem Michalem Salejčukem dojednali přeměření stavby, očíslování všech jejích částí, rozebrání kostela a převoz. V následujícím roce byla v Blansku na místě určeném pro kostel postavena kamenná podezdívka, kterou původně kostel na Podkarpatské Rusi neměl, a v září se začalo s převozem. Kostel byl rozebrán a postupně na koňských povozech převezen do dvacet kilometrů vzdáleného Chustu na rumunských hranicích a odtud po železnici převezen na třinácti vagonech do Blanska. Samotný kostel byl místním knězem vyčíslen na 6 tisíc Kč. Celkové náklady na přesun kostela, do níž však nebyly započítány vnitřní úpravy a konservace starého zařízení, byly odhadovány na 87 tisíc Kč. Celková částka se pak finálně vyšplhala na výši 89 tisíc Kč. Na přesun kostela přispělo subvencí Ministerstvo školství a národní osvěty.
Kostel je od původních rozměrů větší, protože byl příliš těsný a nízký. Výška se vyřešila výstavbou kamenné podezdívky a jeho délka pak prodloužením lodi. Slavnostní vysvěcení vykonal 23. května 1937 olomoucký biskup ThDr. Rostislav Stejskal.
Dne 10. října 1964 byl prohlášen kulturní památkou a bylo mu přiřazeno číslo 41874/7-348.
Kostel prošel první opravou v poválečných letech, kdy byl poškozen po sovětských náletech. V letech 2001 až 2014 procházel opravami. Vyměněno bylo celkové venkovní opláštění, restaurovaly se ikony apod. V roce 2013 obdržel kostel tři nové zvony a v roce následujícím zde byly instalovány nové elektronické varhany.

## Popis stavby

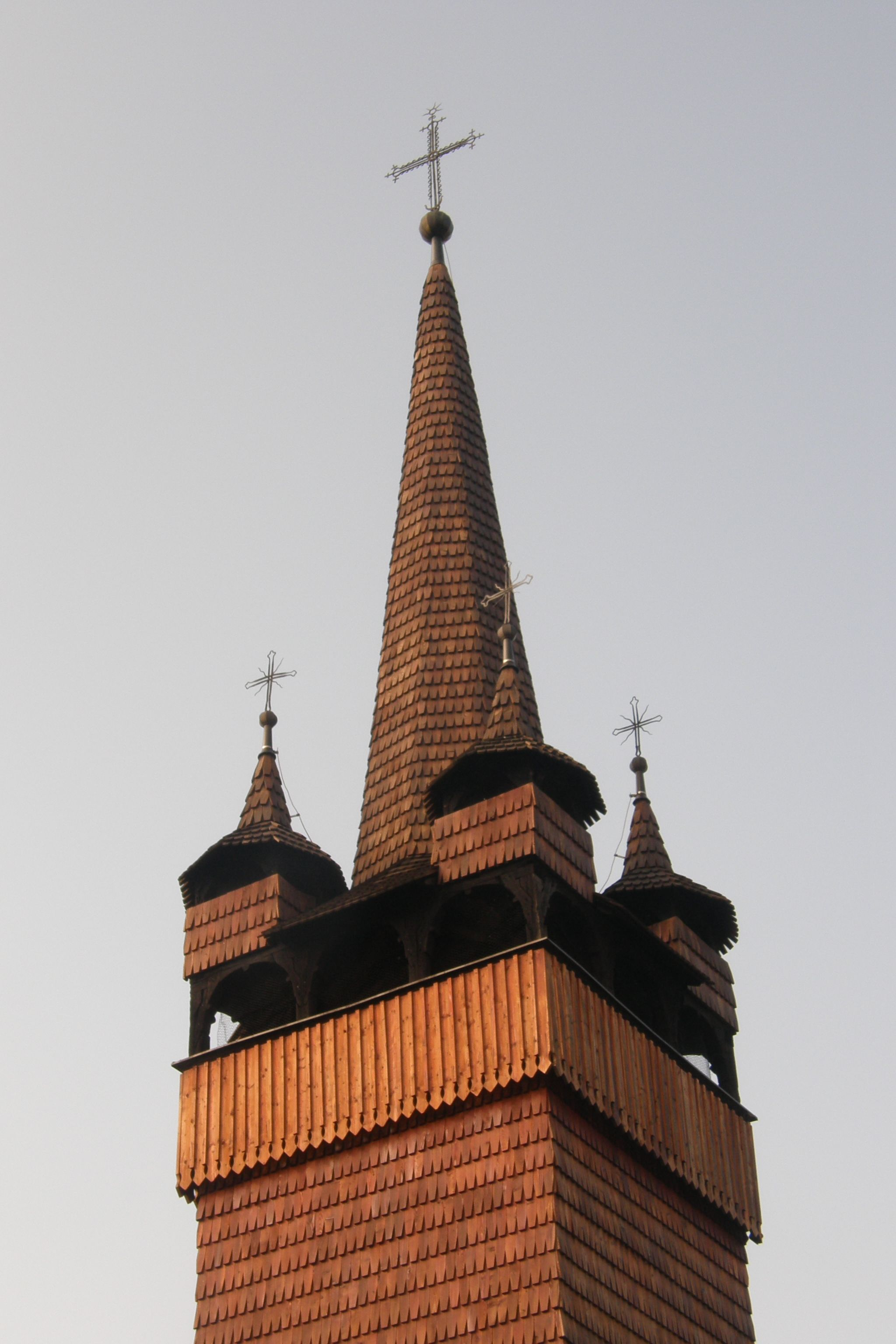
Detail věže kostela

Jedná se o stavbu obdélníkového půdorysu, která je umístěna na kamenné podezdívce (o tu byl kostel doplněn teprve při znovupostavení v Blansku). V přední části stavby nad vchodem v dvouetážovém loubí se nachází čtyřboká věž o výšce 28 metrů. Na vrcholu věže je umístěn kříž se symbolem slunce a měsíce. V každém rohu věže jsou další čtyři menší věžičky. Nad zaklenutým vchodem je na trámu uveden nápis v církevněslovanském jazyce: Robjach 1641 mesjaca jula 29, tedy zhotoven 29. července 1641. Samotné dveře jsou pobity kováním, na ostění kolem nich jsou vyvedeny ryté spirály a růžice.
Loď kostela je klenutá, střecha valbová pokrytá dřevěnými klínci, boční lodě pak střechou pultovou. Dva stupně oddělují od hlavní lodě presbytář. Oltář, který byl v kostele původně, se nedochoval.
V interiéru kostela je umístěna část dochované pravoslavné výzdoby.

### Úpravy kostela
Stěny v exteriéru byly v letech 1936 až 1937 pokryty též jako střecha dřevěnými klínci. Do hlavní lodi byl vybudován boční vchod.
V prvním poválečném roce byly opraveny škody po bombardování, při kterém byly zničeny zbytky původní výmalby, která byla při stěhování zachráněna. Roku 1951 byl pod dřevěnou podlahu vyasfaltován podklad, který měl kostel ochránit proti spodní vlhkosti. V následujícím roce byla položena parketová podlaha. V roce 1971 prošla rekonstrukcí střecha i s věží a menšími věžičkami. Roku 1997 byla opravena elektroinstalace a instalován bezpečnostní systém. Opětovná výměna krytiny proběhla v letech 2003 až 2005, kterou doplnila i výměna obložení stěn.

### Zvony
V roce 1751 je v dobových pramenech uváděno, že kostel disponoval dvěma zvony. Jaký byl jejich osud, není známo. Do Blanska nebyly nikdy přivezeny.
V Blansku tedy byl kostel původně vybaven tzv. gramofony. Ty časem nahradily reprodukované nahrávky zvonů.
Teprve v roce 2013 byly dva zvony pro kostel odlity v Moravských železárnách Olomouc. Zvony dostaly jména Cyril a Metoděj u příležitosti 1 150 výročí příchodu Cyrila a Metoděje na Moravu. Ještě týž rok dostal zvon třetí, který byl pojmenován po Mistru Janu Husovi.

## Fotogalerie

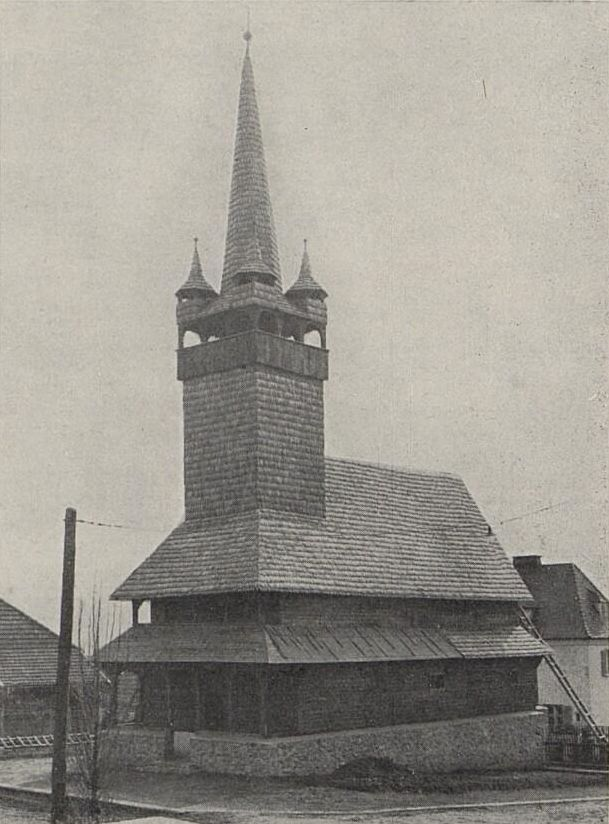
Kostel krátce po dokončení znovupostavení v Blansku
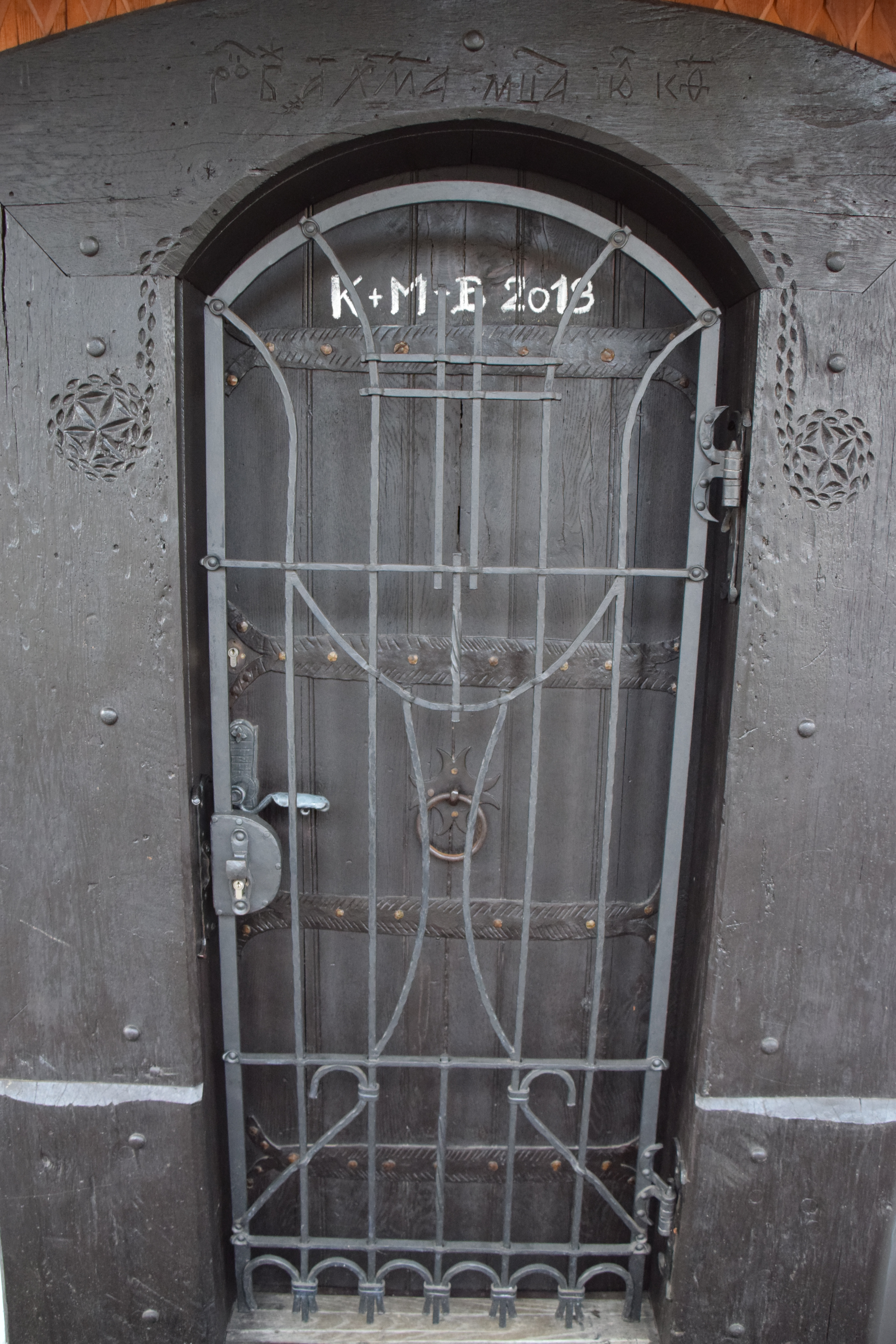
Hlavní vstup do kostela
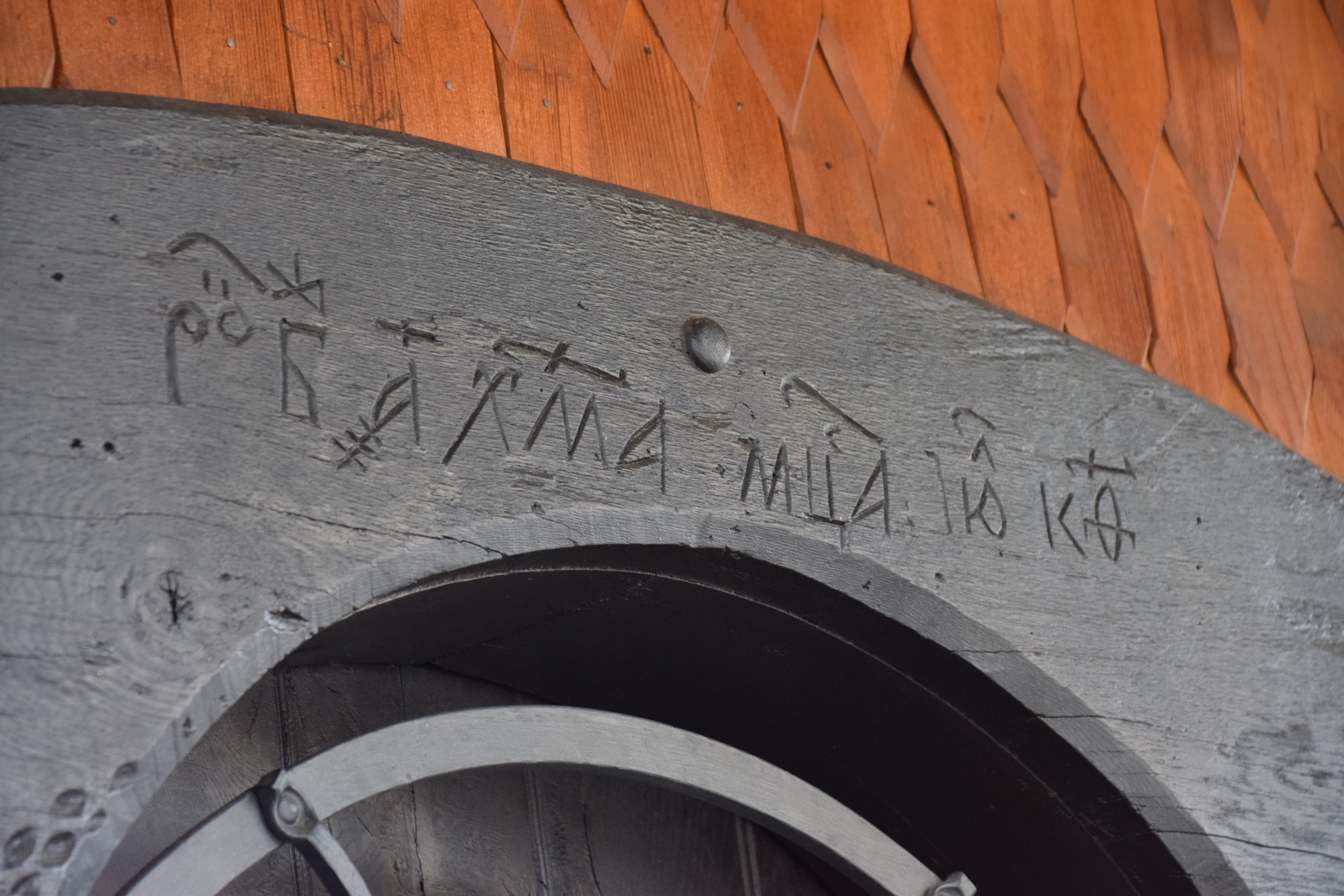
Nápis ve staroslověnštině nad vchodem do kostela
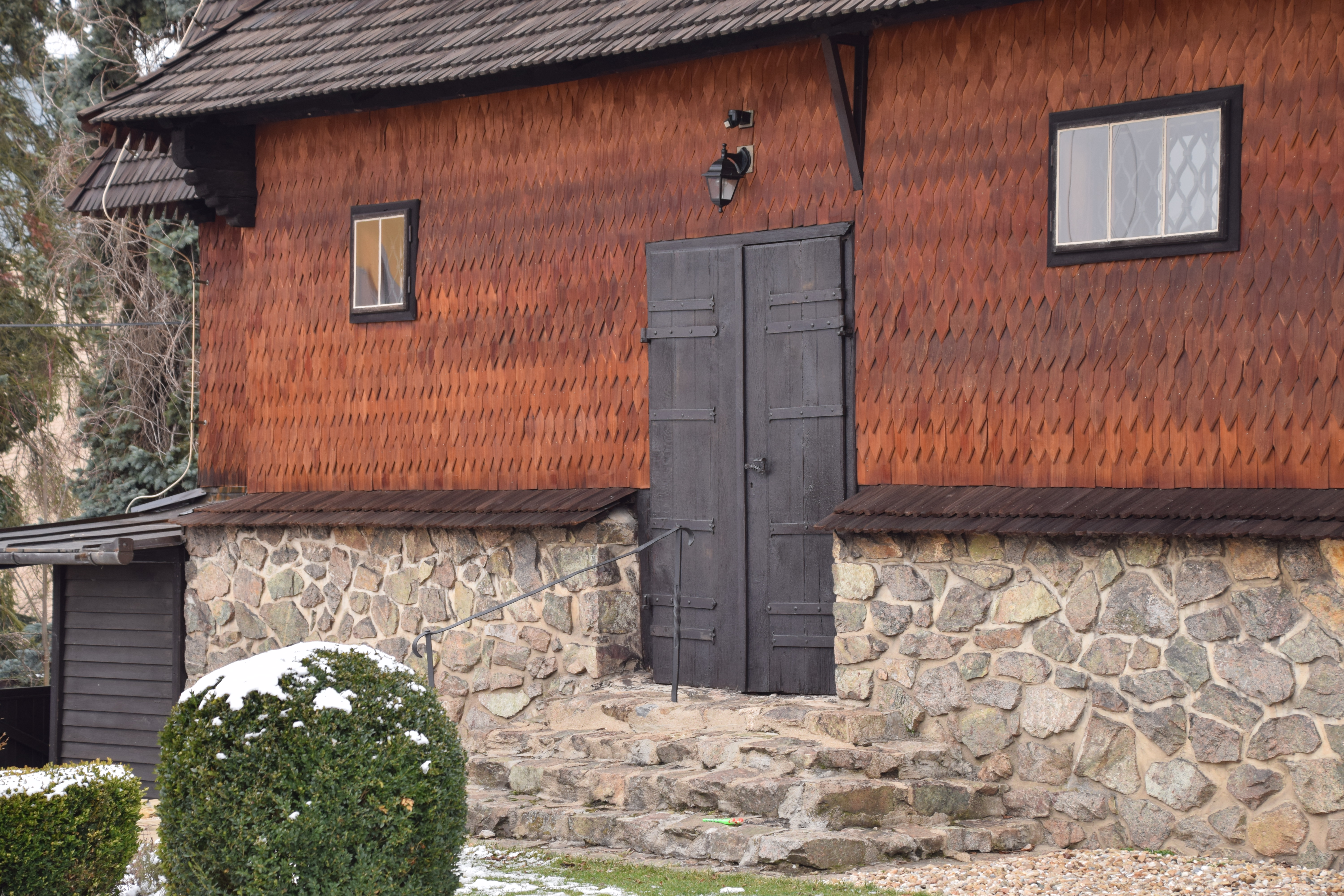
Boční vchod do kostela, který byl dostavěn až po přestěhování do Blanska
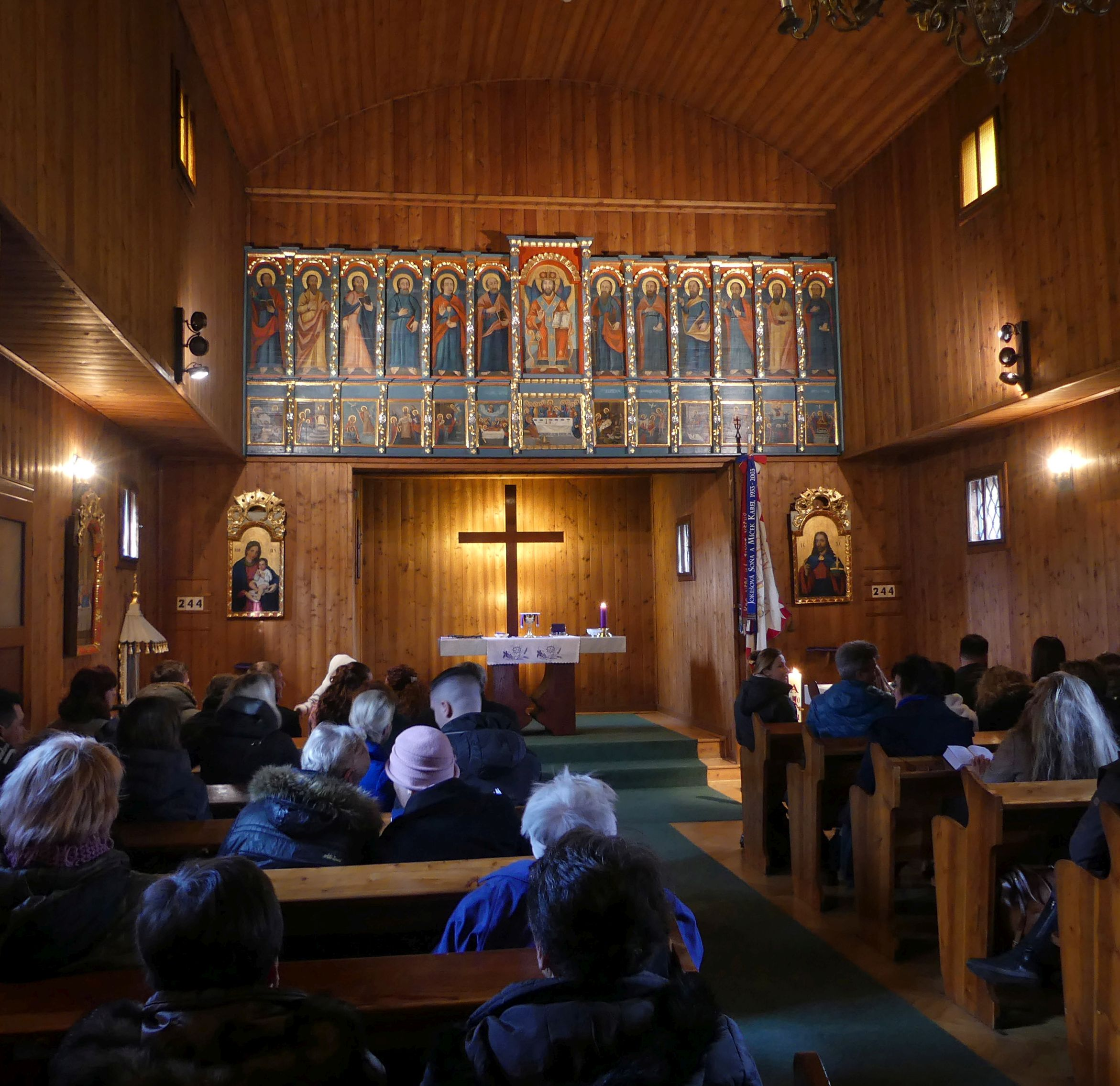
Interiér kostela